# كريم عينوز
كريم عينوز (بالبرتغالية: Karim Aïnouz؛ مواليد 17 يناير 1966، فورتاليزا، سيارا، البرازيل) مخرج أفلام وفنان بصري.

## نشأته
ولد لأبوين فرنسيين من أصل جزائري هاجرا إلى البرازيل

## المسيرة المهنية
في فبراير 2014، عرض فِلمه الروائي شاطئ فوتورو في عرضه الأول مسابقة مهرجان برلين السينمائي السادس والأربعين. كاتدرائيات الثقافة، مشروع فلم ثلاثي الأبعاد حول روح البنايات والذي يشارك عينوز كأحد المخرجين له وفيم فيندرز كمنتج تنفيذي وكان عرضه الأول في قسم برلين الخاص في نفس السنة.
آخر أعماله الوثائقية التجريبية، الأحد، المصَوَّر من لقاء له مع الفنان الدنماركي اولافور الياسون خلال الدورة السابعة عشر لمهرجان فيديو-برازيل، كان عرضه الأول عالميًا سنة 2014 في مهرجان ريو السينمائي الدولي.
سنة 2012، دعي للجنة التحكيم بمهرجان كان لمسابقة الأفلام القصيرة. وشارك أيضًا في مشروع Destricted.br، المستوحى من مشروع لاري كلارك،
في عام 2011 أخرج عينوز فِلم سونيناليه  لبينالي الشرقة الدولي العاشر. وهو مؤلف مشارك في أفلام خلف الشمس لولتر ساليز، سينما، أسبرين ونسور لمارسيلو جومز والمدينة السفلى، لسيرجو ماشادو.
الفلم الروائي الأول لعينوز، مدام ستا، عرض لأول مرة في 2002 في مهرجان كان السينمائي، بجائزة نظرة ما. أفلامه اللاحقة، حب للبيع و أسافر لأن عليّ العودة لأني أحبك (شريك في الإخراج مع مارسيلو جومز) عرضت في عرضها الأول بمهرجان فينيسيا السينمائي، في 2006 و2009. 

## روابط إضافية
- كريم عينوز على موقع IMDb (الإنجليزية)
- كريم عينوز على موقع ألو سيني (الفرنسية)
- كريم عينوز على موقع أول موفي (الإنجليزية)
- كريم عينوز على موقع قاعدة بيانات الأفلام السويدية (السويدية)
- كريم عينوز على موقع قاعدة بيانات الفيلم (الإنجليزية)
- كريم عينوز على موقع كينوبويسك (الروسية)